# 이태망
이태망(李台望, 1653년 9월 9일 ~ 1728년 9월 7일)은 조선 후기의 무신, 군인으로 병마절도사 충장공 이복남(李福男)의 증손이다. 본관은 우계(羽溪)이고 자(字)는 현경(鉉卿), 시호는 충민(忠愍)이다. 다른 이름은 태망(太望)이다. 1676년(숙종 2년) 무과(武科)에 급제하여 벼슬은 절충장군 수경상우도 병마절도사에 이르렀다. 1680년(숙종 6) 보사원종공신 3등(保社原從功臣三等)에 녹훈되었다. 충청도병마절도사 재직 시, 청주 상당성을 중건, 개보수하였고, 경상우도병마절도사 재직 당시 진주 촉석루를 중수하였다. 경기도 광주 출신.
1680년(숙종 6) 훈련원주부, 도총부도사, 경력, 1682년 도정부장, 훈련원부정을 거쳐 1683년 창원부사로 나갔으며, 1685년(숙종 11년) 도총부경력을 거쳐 다시 혜산진첨사로 나갔다. 1688년(숙종 16) 명천부사, 태안군수를 거쳐 1690년(숙종 16년) 충청도암행어사의 탄핵을 받고 파면되었다. 1692년 남원영장, 이듬해 부호군을 거쳐 1694년 삭주부사, 1696년 정주목사, 이후 춘추관기주관, 백령도첨사, 도총부내승, 1701년 장연부사, 부산진첨사, 우림위장, 1703년 영변부사, 다시 부산진첨사를 지냈다. 1706년 기사관, 우림위장, 부호군, 도총부내승, 1710년(숙종 38) 자성부사가 되고, 이듬해 흉년기에 쌀 대신 기장을 풀었다가 평안도관찰사의 탄핵을 받고 면직, 투옥되었다가 풀려났다. 1711년(숙종 37) 부호군, 1712년 경상좌도수군절도사를 거쳐 이듬해 면직되고, 1714년 무겸선잔관, 1716년 사포서별제, 사역원찰방을 거쳐 1717년(숙종 43년) 전라도병마절도사, 1718년 충청병사가 되었다가 1720년 언양현감으로 부임했다.
1722년(경종 2년) 9월 회령부사에 임명됨과 동시에 가자되었으나 가자가 부당하다는 대간의 계속된 반대로 부임과 가자가 모두 취소되었다. 1723년(경종 3년) 선전관, 훈련도감 천총을 지내고 그해 언양현감 재직 시의 문제로 경상도암행어사의 탄핵을 받고 면직되었다. 그해 6월 경상우도병마절도사를 역임했다.

## 생애

### 생애 초기

#### 출생과 가계
1653년(효종 4) 9월 9일 경기도 광주군에서 태어났으며, 생부는 병마절도사 증 참판 이흥우(李興雨)이고 생모는 성주이씨로 생원 이경립(李景立)의 딸이고, 친 계모는 전주이씨로 덕천군 이후생(德泉君 李厚生)의 후손 호군 이희종(李希宗)의 딸이다. 할아버지는 통덕랑 이경후(李慶厚)이고, 할머니는 전주이씨로 무림군 선생(茂林君 善生)의 4대손 부호군 이춘경(李春敬)의 딸이며, 송산수 이조년(松山守 李兆年)의 손녀딸이었다. 생가의 친형제로는 경주김씨 김재준(金載俊)의 아들 김내호(金乃豪)에게 출가한 누이 이씨와, 이복동생 이정망(李井望) 등이 있었다. 이정망은 1691년(숙종 17) 5월 훈련도감 권무군관(勸武軍官)을 역임했다.
양아버지는 전라도병마절도사 이복남의 손자이며 수군절도사 이경여의 아들 호조참의 증 가선대부 호조참판(戶曹參判) 겸 동지의금부사 오위도총부부총관(同知義禁府事 五衛都摠府副摠管) 이세구(李世龜)이고, 양어머니는 해주최씨 최혜당(海州崔氏 崔蕙棠)으로 증 연원도찰방(連源道察訪)에 추증된 최산휘(崔山輝)의 둘째 딸이다. 조부는 선공감주부 최발(崔潑), 증조부는 증 참판 최광우(崔光佑), 고조부는 진사 최응성(崔應星)이고, 고려 평장사 문헌공 최충(文憲公 崔冲)의 후손이다. 친정어머니는 나주나씨 나효녀(羅州羅氏 羅孝女)로 목사 증 참판 나정언(羅廷彦)의 딸이며, 조부는 지평 나전(羅恮), 증조부는 보덕 나윤명(羅允明)이다.
그는 본래는 이복남의 형 이귀남(李貴男)의 손자이자 이경후의 아들 이흥우(李興雨)의 아들로 태어났으나, 숙부뻘 되는 호조참의 이세구(李世龜)의 양자로 입양되었다. 이복남의 손자이며 이경여의 아들인 이세구는 해주최씨와의 사이에서 아들이 없었고 사촌 이흥우의 아들 태망을 양자로 들였다. 이광식의 6대손으로, 5대조는 지중추부사 이전이며 고조부는 이준헌으로 이준헌의 아들 이귀남이 그의 생가 증조부이고 이귀남의 동생으로 임진왜란 때 순직한 충장공 이복남은 종증조부이자 양 증조부이다.
양아버지 이세구(李世龜)는 사후 증직으로 통정대부 호조참의에 추증되었다가 그가 수(守) 병마절도사직에 오르면서 종2품 직책의 부모에게 추은하는 전례에 따라 증 가선대부 호조참판 겸 동지의금부사로 추증되었다. 
그는 일찍이 학문에 뜻을 두어 경전을 공부하다가, 나중에는 병서(兵書)를 읽다가 병서를 주로 독서하였다.

#### 과거 급제
1676년(숙종 2년) 정시무과(武科)에 급제, 1677년(숙종 3년) 도정부장(都政部將), 1678년(숙종 4) 1월 3일 다시 부장(部將)에 임명되었다. 11월 9일의 별시위(別試射)에 참가, 박신규(朴信圭)가 작성한 별시위에 참여한 관원 명단에서 과녁 명중에 그는 관일중으로 보고되었다. 1680년(숙종 6) 1월 20일 훈련주부(訓鍊主簿)에 임명되었다. 1680년(숙종 6년) 경신환국 후 보사원종공신 3등(保社原從功臣三等)에 녹훈되었다.
그 뒤 1680년(숙종 6년) 9월 28일 도총부도사(都摠府都司), 1681년(숙종 7) 1월 27일 오위도총부 경력, 그해 7월 22일 일소 감군(一所監軍)으로 재직 중 병이 발병하여 이인환(李寅煥)의 상소로 감군에서 면직되었다.

### 관료 생활

#### 지방관 생활
1682년(숙종 8년) 도정부장, 훈련원 부정, 1682년(숙종 8년) 6월 21일 창원부사(昌原府使)로 임명되었다. 1685년(숙종 11년) 10월 17일 오위도총부경력이 되었다가 다시 그해 11월 15일 혜산첨사(惠山僉使)로 나갔다. 동시에 당상관으로 가자되자 송창(宋昌)이 같은 날 이의를 제기하였지만 숙종이 듣지 않았다. 그날 숙종으로부터 친히 궁시를 선물받고 사은숙배하였다. 이후 양사에서 거듭 반대하였지만 숙종이 듣지 않았다.
1681년(숙종 7) 12월 1일부터 도총경력(都摠經歷)으로 신유 식년무과(辛酉式年武科)의 시험관이 되어, 과거를 주관하였다.
1688년(숙종 14) 8월 22일 명천부사(明川府使)를 거쳐 그 해 12월 2일 태안군수(泰安郡守)로 발령받았다. 1690년(숙종 16) 4월 17일 충청도암행어사의 탄핵을 받고 파면되고 금부도사에 의해 압송, 의금부에 투옥되었다가 얼마 뒤 풀려났다. 1692년 1월 17일 남원영장(南原營將)으로 나갔다가 1693년(숙종 19년) 행부호군(行副護軍)으로 돌아왔다. 그해 4월 27일 관고(官庫)의 물건을 잃어버렸다는 하리(下吏)의 말만 믿고 군병을 소집했다는 이유로 사헌부로부터 충청수사 이광진(李光震) 등과 함께 탄핵당했지만 숙종이 듣지 않았다. 4월 28일 다시 사헌부가 탄핵하자 숙종이 허용하여 파면되었다.

#### 북방 경계 근무
1694년(숙종 20년) 3월 6일 삭주부사(朔州府使), 1696년(숙종 22년) 9월 12일 정주목사로 부임했다가 1699년(숙종 25) 무신으로 춘추관기주관에 임명되어 경연 서강에 참여하였다.1700년(숙종 26) 3월 6일 백령 첨사(白翎僉使)로 부임하였다. 1701년(숙종 27년) 1월 26일 도총부내승이 되었다가 2월 25일 장연부사로 나갔다.
1701년(숙종 27년) 12월 18일 금위영 전부 천총(前部千摠)이 되었다.
1702년 5월 4일 오예포만호(吾义浦萬戶) 이기창(李枝昌) 등과 함께 서해로부터 녹사도, 육둔도까지 넘어와서 불법으로 조업하는 중국 어선을 보고하였고, 그해 10월 5척의 중국 배가 와서 불법조업을 하다가 1척이 풍랑을 만나 파손, 이들을 모두 구조했고 이들이 소지한 '봉천부 개평현(奉天府 盖平縣) 선호(船戶, 배 주인) 도한걸(陶漢傑), 선원 여문옥(黎文玉) 등 5명'이라는 것을 획득하였다. 이후 갑자기 직첩을 회수당했다가 1702년 10월 18일 서용의 명이 내려졌다. 1703년(숙종 29년) 4월 3일 무신으로 서강에 참여하였다. 그해 부산첨사로 나갔다가 우림위장(羽林衛將)이 되었다. 1703년 7월 18일 영변도호부사로 나갔다가, 고과에 의해 파직되었다. 그러나 영변대도호부사 재직 중의 치적으로 영변지 환적 유애(遺愛)편에 등재되었다. 1705년 3월 25일 다시 부산첨사가 되었으며, 4월 27일 다시 내직으로 돌아와 무신으로 경연참찬관이 되어 서강에 참여하였다.

#### 중앙관 활동
1706년(숙종 32) 기사관(記事官)으로 서강에 참여하였고, 5월 22일의 서강에도 참여하였으며 그해 5월 25일 우림위장(羽林衛將)이 되었다. 1706년 7월 12일 탈이 있어서 근무서지 못하는 금위영 전부 천총 이석근(李碩根)을 대신하여 금위영 전부 천총이 되었다. 그해 12월 11일 친족의 상으로 근무를 사직, 부호군 이상석(李相頊)으로 교체되었다.
1709년(숙종 35년) 호위위장, 그해 3월 10일 부호군, 3월 18일에는 무신으로 경연관을 겸하여 서강에 참여하였다. 3월 25일 도총부내승이 되고 6월 1일의 서강에 무신자격으로 경연관을 겸하여 서강에 참여하였다. 9월 3일에는 숙종이 선정전에 입시하여 진강했을 때 예기단궁에 대하여 강하였다.
1710년(숙종 36년) 12월 21일 자성부사(慈城府使)로 부임하였고 1711년(숙종 37년) 11월 2일 흉년기에 쌀 대신 기장으로 굶주린 백성들에게 분진(分賑)하여 평안도관찰사로부터 탄핵을 당했다. 그해 11월 7일 의금부에서 계를 올려 그가 임지에 있으므로 현장에서 나래할 것을 상주, 11월 26일 한성의 의금부로 압송되었다. 곧 전옥서로 이감되었다가 12월 16일 방면되었다. 1711년(숙종 37) 12월 25일 부호군에 임명되고, 1712년(숙종 38년) 1월 27일 금위영 후부 천총(後部千摠)이 되었다.

#### 경상좌병사, 전라병마사 재직
그해 2월 27일 김숙(金人+叔)과 교체되었고, 같은 날 경상좌도 수군절도사로 발령되었다. 그해 4월 18일 절충장군이 되고, 6월 16일 승정원에서 전최(殿最)를 엄격하게 하지 않은 지방관과 절도사를 탄핵할 때 추고받았다. 1712년 12월 1일 사간원에서 그를 탄핵, 파직을 청하였으나 왕이 듣지 않았다. 12월 2일 승정원의 탄핵을 받았으나 왕이 듣지 않았다. 12월 10일 승정원에서 다시 탄핵하였다. 12월 12일 사간원에서 다시 그를 탄핵하였다.
1713년(숙종 39) 2월 9일 대간에서 다시 그를 탄핵, 그해 2월 20일 경상좌수사에서 면직되고 호군으로 전임되었다. 6월 23일 부호군에 임명되고, 9월 19일에는 무신으로 경연관을 겸하여 서강에 참여하였다. 1714년(숙종 40) 어영청 전부 우사 후초관(前部右司後哨官)이 되었다가 1714년 6월 16일 무겸선전관이 되었다. 1714년 7월 어영청 좌부천총(左部千摠)이 되었다가, 7월 20일 어영별장 윤정주(尹廷舟)가 다른 곳으로 가면서 그가 어영별장 대리(代理)가 되었다.

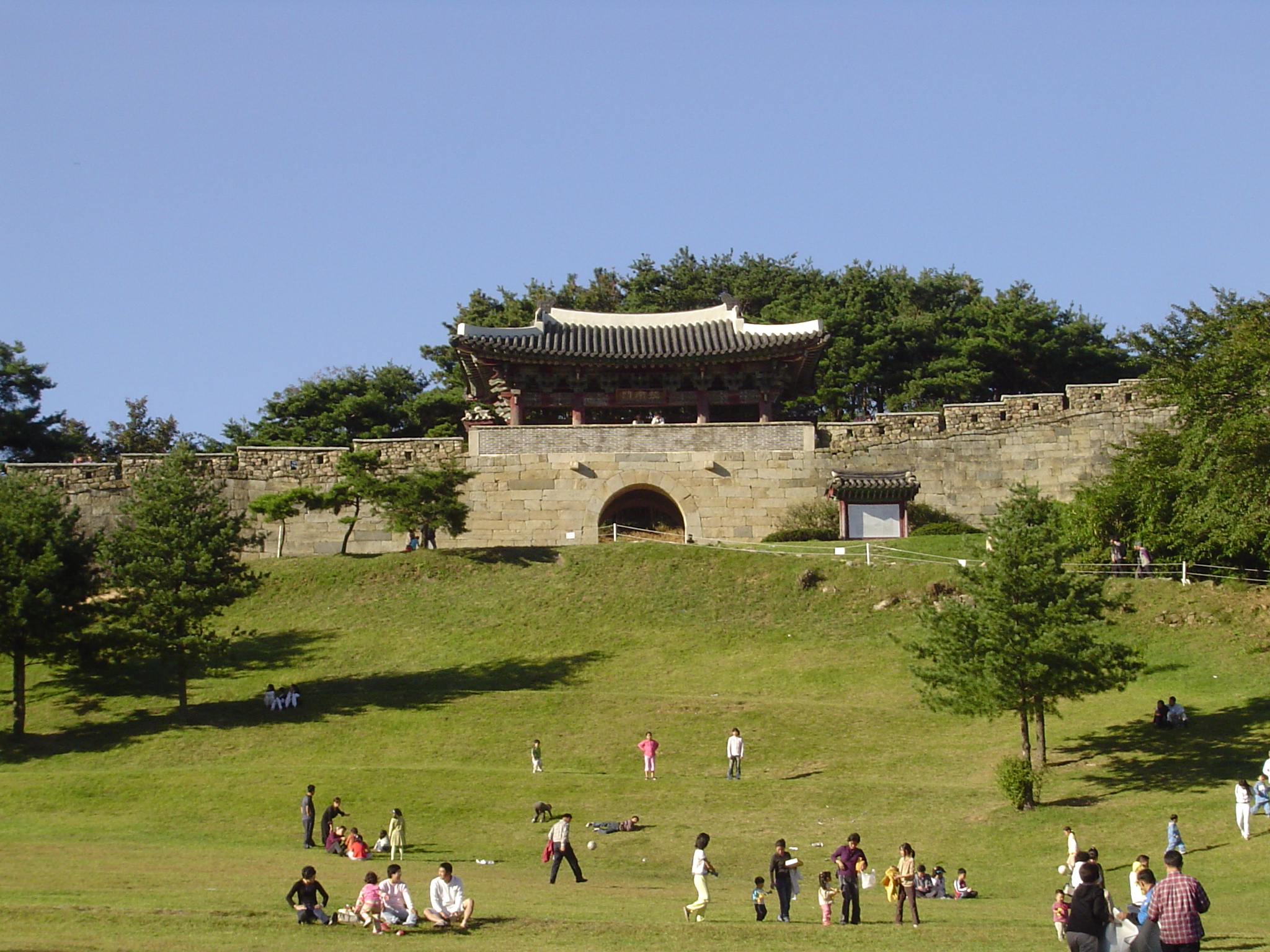
상당산성

1714년(숙종 40) 10월 23일 강현(姜現), 이천근(李天根) 등과 함께 그해의 무과 과거시험의 1소의 시험관의 한 사람으로 선발되었다. 1716년(숙종 42) 8월 7일 사포서별제, 12월 26일 사역원 찰방, 1717년(숙종 43) 1월 29일 전라도병마절도사로 임명되었다.
1717년(숙종 43) 8월 27일 그해의 과거시험에 무과의 감시관(監試官)으로 시험을 주관하였고, 9월 17일에는 18일의 정시 무과 초시(初試)의 1소의 시관의 한사람으로 선발되었다.

#### 충청병사 재직과 지방관 생활

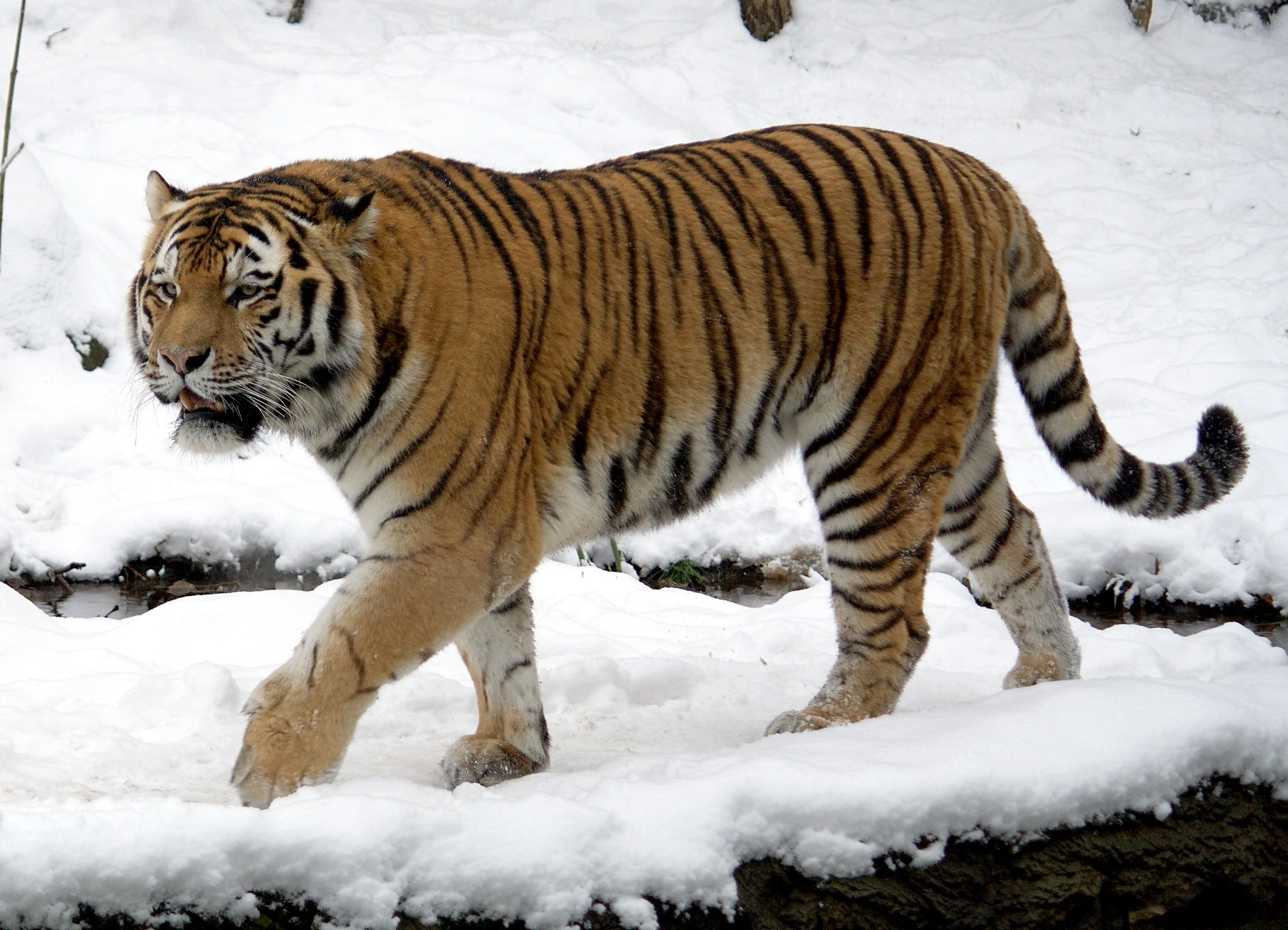
호랑이

1718년(숙종 44년) 3월 27일 충청도 병마절도사가 되었다. 4월 5일 언양현감으로 개차되었다가, 다시 충청병사로 개차되고 4월 12일에 충청도 임지로 부임하였다. 1719년(숙종 45) 5월 16일에는 충청도의 호랑이를 잡은 포수들을 상줄 것을 청하는 계를 올려 포수들에게 상을 받게 했다. 그러나 그해 6월 12일 그가 올린 상소문에 글자가 틀린 글자가 발견되어 승정원으로부터 지적을 당했다. 충청병사 재직 중 우후 홍서일(洪敍一)과 함께 군영 영사(營舍)의 건물을 신축하고, 연못을 팠으며, 청주 상당성을 중수하였다.
1719년 11월 20일 임기가 만료되어 체직될 예정이었으나, 상당성 축성을 이유로 비변사의 건의로 유임되었다. 1720년 충청병사로 우후 홍서일(洪敍一)과 함께 청주성을 축성하려 했으나 여의치 않자 청주성 부지 일부를 승려에게 매각하였다. 승려에게 매각한 부지는 청주 구룡사가 건립되었다.
1720년(숙종 46) 5월 13일 처조카 조명국(趙鳴國)이 회덕현감으로 부임하자, 조명국은 동성 숙모의 남편이 현임 충청병사라 하여 상피를 청하는 상소를 이조에 올려, 조명국은 면직되었다.
1720년(경종 즉위) 7월 22일 사간원헌납 홍우전(洪禹傳), 정언 서종섭(徐宗燮) 등으로부터 연로하고 비루하다는 이유로 탄핵을 당했지만 경종이 듣지 않았다. 7월 25일과 7월 29일 헌납 홍우전은 다시 계를 올렸지만 경종이 듣지 않았다. 1720년(경종 즉위) 8월 17일 부호군에 임명되었다가, 다시 언양현감으로 부임하였다. 언양현감 부임 직전, 1720년(경종 즉위) 9월 5일 훈련도감 마점우별장(馬兵右別將)이 되었다.
부임 직후, 1720년 9월 27일 승정원으로부터 언양현에서 대동전을 받아 중간에 써버린 차재원(車載遠) 등을 엄하게 다스리지 못한 못한 죄로 나문정죄할 것을 청하여 경종이 허락하였다. 곧 소환되고 그해 9월 29일 회령부사로 임명되면서 경종이 그를 가자시켰지만 이조에서 가자가 부당하다는 지적이 나왔고, 10월 7일 그의 집 노비가 그가 나이가 68세 고령이라 지방관에 부임하기 어렵다며 개정을 청하는 상소를 올리자 왕이 허용하였다. 같은 날 가자된 작첩도 환수 상소가 올라와 12일 가자된 직급도 환수되었다. 다시 언양현에 체재하였다.
1720년 10월 8일 훈련도감 우부천총의 미부임으로 그가 우부천총에 임명되었다. 1721년(경종 1) 10월 26일 이유민(李裕民), 민제장(閔濟章) 등과 함께 정시무과 초시의 2소의 시험관으로 선발되었다. 1723년(경종 3) 3월 언양현감에서 체직되고, 선전관에 임명되었으며, 3월 7일 훈련도감의 좌부천총(左部千摠)으로 무과 시험관이 되었다.

### 생애 후반
1723년(경종 3) 4월 언양현감 재직 시의 문제로 그해 4월 경상남도암행어사의 탄핵을 받고 봉고파직되었다가 곧 복직, 선전관이 되었으나 6월 6일 병상소를 올려 요통으로 직무수행이 어렵다며 면직을 청하여 선전관에서 면직되었다. 6월 9일 부호군에 임명되었다.

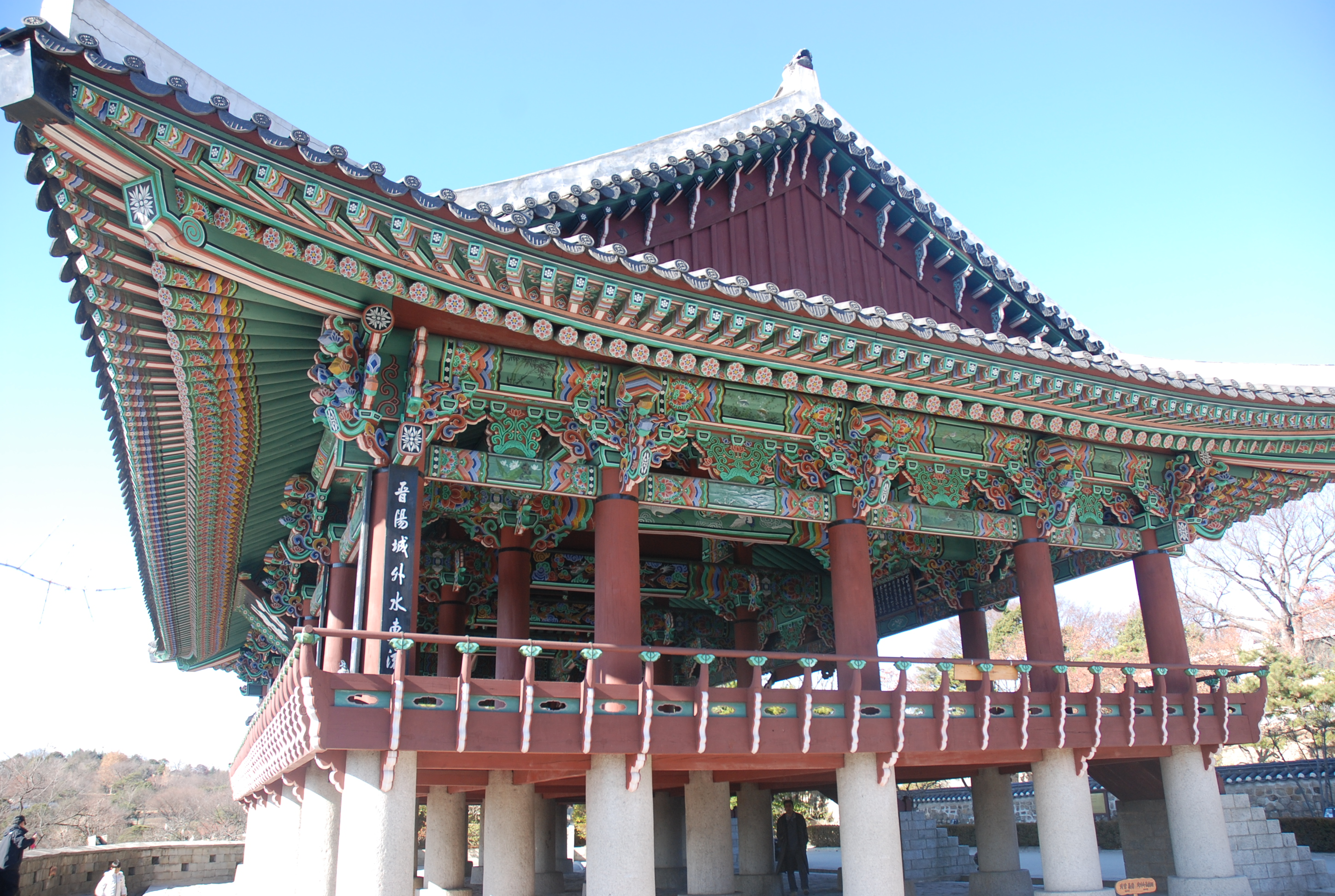
진주 촉석루

1723년 6월 금위영 좌부천총(左部千摠)이 되었다.
1723년(경종 3년) 6월 28일 경상우도병마절도사로 나갔다. 12월 10일 의금부의 김시경으로부터 근무태만을 이유로 탄핵당했고 나수를 청하였다. 12월 12일 어사를 통해 언양현감 재직시의 실책을 추고받았다. 병마절도사 재직 중 1724년 진주 촉석루(矗石樓)를 중수하였다. 진주 촉석루가 황폐해진 것을 안타깝게 여긴 그는 우후 박황과 함께 기울어진 기둥과 썩은 기둥, 난간 등을 교체, 중수하였다.
1724년(경종 4) 2월 4일 그가 진주 촉석루를 중수하는 과정에서 사대부 집 묘역의 나무도 베어 온 것과, 각 고을의 불교승려들을 데려다가 공역을 시킨 일로 사간원의 탄핵을 당했으나 경종이 이를 듣지 않았다. 같은 날인 2월 4일 사간원정언 조상경(趙尙慶)으로부터 나이가 많고 포탐하며 일처리를 잘못한다는 이유로 파면 탄핵을 당했지만 경종이 듣지 않았다. 2월 5일 조상경은 다시 상소를 올려 그를 탄핵했지만 왕이 듣지 않았다. 1724년 2월 15일에는 사간원헌납 심준(沈埈)이 그가 인근 군민들에게 피해를 입혔다며 탄핵하였지만 왕이 듣지 않았다. 1724년(경종 4) 3월 25일 홍중우(洪重禹)로부터 그가 상부로 보낼 군병세소계본(軍兵歲抄啓本)에 직인을 찍지 않았다며 추고를 청하여 왕이 허락하였다. 1725년 5월 경상우병사에서 체직되어 상경하였다.
1725년(영조 1) 7월 5일 정동후(鄭東後)는 그가 감사, 병사가 부임, 이임 직후 임금에게 친히 반납하는 밀부(密符)를 편비를 시켜 대신 바치게 했다 하여 추고를 청하는 상소를 올려 영조가 윤허하였다. 그는 무신이었으나 내직에 있을 때는 경연관을 겸하여 경연에 참여하였다. 1728년(영조 5) 9월 7일 75세로 사망했다.

### 사후
충민(忠愍)의 시호가 추서되었다. 묘는 충청남도 면천군 중흥면 복포리(伏浦里, 현 충청남도 당진군 송악면 북운리) 양좌에 쌍분으로 매장되었다가 1994년 3월 17일 충청남도 예산군 대흥면 지곡리 산2번지 인좌 신향(寅坐 申向), 서산영덕고속도로변 핀득골마을 뒷산으로 이장했다. 묘 우측에는 1993년 8대손 병환이 세운 묘비가 있다. 묘지는 계비 능성구씨와 합장되었고, 본부인 남원윤씨는 경기도 광주군 언주면 내곡리(현 서울시 서초구 내곡동)에 안장되었다.
다른 부인인 양주조씨의 묘소는 실전되었다.
아들 이봉채는 충청남도 당진군 송악면 북운리로 내려와 정착했으며, 후손 일부는 예산군 대흥면 지곡리로 옮겨갔다. 통덕랑을 지낸 아들 이봉지는 이천군 효양산으로 내려갔다가 봉지의 증손 이의석의 대에 충청북도 제천군 천남리의 전주이씨와 통혼하면서 제천 봉양면, 충주 주덕 일대로 이주했다.
어떤 이유인지 정확한 사유는 알 수 없으나, 태망의 직계 후손들 중 일부는 기록이 빈약하다.

## 가계
그의 양어머니 해주최씨 최혜당(海州崔氏 崔蕙棠) 및 양외조모 나주나씨 나효녀는 성종의 왕자 무산군 이종(茂山君 李悰)의 후손으로 무산군 이종의 넷째 아들 영풍정 이기수(永豊正 李期壽)의 딸 이정개(李正介)가 나주나씨 사헌부지평 나전(羅恮)과 결혼, 양외조모 나효녀의 친정아버지 나정언(羅廷彦)은 영풍정 이기수의 외손자가 되어, 선원록에 이름이 실려 후대에 전해졌다.
친가쪽으로도 생증조모 고령신씨 신경연이 혜숙옹주의 양자 혜숙옹주 이수란(惠淑翁主 李秀蘭)의 증손녀라서 선원록에 이름이 등재되었다.
- 고조부 : 이준헌(李遵憲)
- 고조모 : 평산신씨, 신직(申直)의 딸
- 고조모 : 전주이씨 이명복(全州李氏 李明福, 1536년 ~ 1586년, 수도군 이덕생 5대손 평안도병마절도사 이구침(李耉琛)의 딸)

- 생 증조부 : 이귀남(李貴男, ? ~ ?년 1월 13일)
- 생 증조모 : 고령신씨 신경연(申慶延, 1551년 ~ ?), 신타(申柁)의 딸[27]

- 생 조부 : 이경후(李慶厚, 1578년 - ?년 8월 28일)
- 생 조모 : 전주이씨, 충의위, 무림군 이선생(茂林君 李善生) 4대손 호군 이춘발(李春發)의 딸[28]
  - 생고모 : 이정희(李貞喜, 1607년 ~ ?)
  - 생고모부 : 이영구(李英耉), 세마, 경주이씨
  - 생고모 : 이해숙(李亥淑, 1611년 ~ ?)
  - 생고모부 : 유정빈(柳廷彬), 전주류씨
- 생 서조모 : 비 간금(婢 汗今), 생조부 이경후의 노비 출신 첩
  - 생고모 : 이기일(李己一, 1609년 ~ ?)
  - 생고모부 : 이몽덕(李夢德)
  - 생고모 : 이해일(李亥一, 1611년 ~ ?)
  - 생고모부 : 장문한(張文翰), 무과 만호(萬戶)

- 양 증조부 : 이복남(李福男, , 1555년 6월 28일 ~ 1597년 8월 16일), 충장공
- 양 증조모 : 청주한씨(淸州韓氏, ? ~ ?), 한치형의 종증손 한곤의 딸
- 양 조부 : 이경여(李慶餘, 1591년? 1579년? ~ 1636년 7월 14일)
- 양 조모 : 전주이씨(? - ?), 익안대군 방의의 증손 천읍군 이천(川邑君 李倩) 5대손 부사과 이정전(李廷王+全)의 딸
  - 양 고모 : 우계이씨(羽溪李氏), 생가로는 7촌 재종고모
  - 양 고모부 : 이해일(李海一)

- 친 아버지 : 이흥우(李興雨, 1622년 12월 29일 - 1694년 5월 7일)
- 친 어머니 : 성주이씨, 생원 이현룡(李顯龍)의 딸
- 친 어머니 : 성주이씨, 생원 이경립(李景立)의 딸
  - 누나 : 우계이씨
  - 매부 : 김내호(金乃豪, 경주김씨), 아버지는 김재준(金載俊)
    - 외조카사위 : 신태하(申泰河), 고령신씨
- 친 계모 : 전주이씨, 덕천군 이후생(德泉君 李厚生)의 아들 송림군 이효창 (松林君 李孝昌)의 4대손 호군 이희종(李希宗)의 딸
  - 친 이복동생 : 이정망(李井望, 1660년 5월 16일 ~ ?년 2월 18일)

- 양 아버지 이세구(李世龜, 1614.11.10 - 1697.2.8)
- 양 어머니 해주최씨 최혜당(海州崔氏 崔蕙棠, 1613.7.17-1665.2.29), 증 연원도찰방(連源道察訪) 최산휘(崔山輝)의 딸

- 부인 숙부인 증 정부인 양주조씨(楊州趙氏), 참봉 조상우(趙相禹)의 딸, 조명국(趙鳴國)의 고모[29]
- 부인 숙부인 증 정부인 남원윤씨(南原尹氏, 1648년 6월 24일 - 1731년 7월 6일), 윤자의 딸
- 부인 숙부인 증 정부인 능성구씨(綾城具氏, 1652년 5월 9일 - 1727년 11월 14일), 부위전력 구섭(具涉)의 딸
  - 아들 이봉지(李鳳至, 1674년 1월 25일 ~ 1707년 3월 21일), 통덕랑
  - 아들 이봉채(李鳳采, 1681년 12월 20일 ~ 1776년 11월 12일), 숭록대부 지중추부사
  - 아들 이봉래(李鳳來), 무과 통정대부 갑산부사, 증 가선대부 호조참판
  - 아들 이봉좌(李鳳佐), 통덕랑
  - 딸 우계이씨(羽溪李氏, 1685년 ~ 1725년 8월 20일)
  - 사위 심근(沈瑾, 1684년 ~ 1758년 12월 7일), 청송인, 심충겸의 5대손
    - 외손자 심명혁(沈命赫)

  - 딸 우계이씨(羽溪李氏)
  - 사위 박필제(朴弼濟)
    - 외손자 박사영(朴師泳)
    - 외손자 박사홍(朴師弘)
    - 외손자 박사준(朴師濬)

  - 딸 우계이씨(羽溪李氏)
  - 사위 맹숙동(孟淑東)

- 양 외조부 : 최산휘(崔山輝, 1590년 ~ 1627년)
- 양 외조모 : 나주나씨 나효녀(羅州羅氏 羅孝女, 1584년 ~ ?), 목사 증 참판 나정언(羅廷彦)의 딸, 성종왕자 무송군 이전의 외증손

## 같이 보기
- 상당산성
- 원종공신
- 이복남
- 이광식
- 진주성
- 촉석루
- 이일관
- 이봉래

## 참고 문헌
- 숙종실록
- 영조실록
- 승정원일기
- 비변사등록
- 어영청등록
- 훈국등록
- 금위영등록
- 용성지(龍城誌), 左營官案新增孝廟五年新設